# Otfrid von Weissenburg
Otfrid von Weissemburg (vers 790-vers 870) fou un monjo i poeta alsacià.
Fou alumne de l'escola monàstica de l'abadia benedictina de Wissembourg, i perfeccionà la seva formació a l'abadia de Fulda, on fou deixeble de Rabanus Maurus i de l'abat de Sankt Gallen (Suïssa).
Després esdevingué primer monjo i després director de l'escola monàstica de Wissembourg, i va compondre poemes en llatí i en alemany vernacle d'aleshores. Així va compondre, després de més de vint anys de treballs l'Evangelienbuc o Krist , poema de 16.000 versos traducció dels Evangelis i considerada la primera obra de la literatura alemanya. Un dels exemplars del llibre es conserva a la Biblioteca Imperial de Viena